# Cyborg (truyện tranh)
Cyborg là nhân vật siêu anh hùng hư cấu xuất hiện trong truyện tranh Mỹ được công bố bởi DC Comics. Nhân vật được tạo ra bởi nhà văn Marv Wolfman và nghệ sĩ George Pérez, xuất hiện lần đầu tiên trong DC Comics Presents #26 (tháng 10 năm 1980). Cyborg được biết đến nhiều nhất với vai trò là thành viên của Teen Titans. Tuy nhiên, vào tháng 9 năm 2011, Cyborg được xác định là một trong những thành viên sáng lập của Justice League.